# Here Come The Munsters
Here Come the Munsters is een Amerikaanse televisiefilm uit 1995 gebaseerd op de sitcom The Munsters uit de jaren 60. De film werd geregisseerd door Robert Ginty. Hoofdrollen werden vertolkt door Edward Herrmann, Christine Taylor, en Veronica Hamel. Ook hadden acteurs uit de originele serie cameo's in deze film.
De film sloot niet aan op de serie en de voorgaande film. In plaats daarvan bevat de film een eigen verhaal waarin wordt getoond hoe de Munsters voor het eerst naar de Verenigde Staten komen.

## Verhaal
De familie Munster woont in Transsylvanië, maar heeft het daar niet makkelijk. Ze worden door iedereen gemeden, gewantrouwd en zelfs gepest.
Dan krijgen ze een brief van hun nicht Marilyn, die in Californië woont. Door de brief komt de familie op het idee om naar de Verenigde Staten te emigreren. Bij aankomst in Amerika blijkt dat Marilyns vader, Norman Hyde, verdwenen is en haar moeder, Elsa Hyde, in coma ligt.
De familie moet uit zien te vinden wat er met Marilyns vader is gebeurd en een manier vinden om Elsa te doen ontwaken. Tevens moeten ze zich aan leren passen aan hun nieuwe leefomgeving.
Als snel blijkt dat Norman op zoek was gegaan naar een manier om zijn “lelijke” (voor mensen mooie) dochter meer te maken zoals de rest van de familie. Het experiment mislukte echter en Norman veranderde zelf in een man genaamd Brent Jekyll (duidelijk een parodie op The Strange Case of Dr Jekyll and Mr Hyde).
Als Jekyll probeert Norman lid te worden van het Amerikaanse Congress om zo alle buitenlanders de Verenigde Staten uit te zetten. Terwijl de familie een manier zoekt om Norman terug te veranderen stuiten ze op een groot complot. Norman werd blijkbaar opzettelijk veranderd in Jekyll omdat een aantal corrupte personen een politicus wilden zonder een verleden, zodat mensen beter naar hem zouden luisteren.

## Rolverdeling
| Acteur           | Personage            | Opmerkingen         |
| ---------------- | -------------------- | ------------------- |
| Edward Herrmann  | Herman Munster       |                     |
| Veronica Hamel   | Lily Munster         |                     |
| Robert Morse     | Opa                  |                     |
| Mathew Botuchis  | Eddie Munster        |                     |
| Christine Taylor | Marilyn              |                     |
| Mary Woronov     | Edna Dimwitty        |                     |
| Troy Evans       | Detective Warshowski |                     |
| Joel Brooks      | Larry Walker         |                     |
| Jeff Trachta     | Brent Jekyll         |                     |
| Max Grodénchik   | Norman Hyde          |                     |
| Judy Gold        | Elsa Munster Hyde    |                     |
| Amanda Bearse    | Mrs. Pearl           |                     |
| Irwin Keyes      | Man met 1 oog        |                     |
| Jim Fisher       | de dorpeling         |                     |
| Yvonne De Carlo  | -                    | cameo in restaurant |
| Butch Patrick    | -                    | cameo in restaurant |
| Al Lewis         | -                    | cameo in restaurant |
| Pat Priest       | -                    | cameo in restaurant |

## Achtergrond
De film verschilde op een aantal punten van de serie:
- In de film is Marilyns achternaam Hyde en is ze de dochter van Hermans zus. In de serie was ze de dochter van Lily’s zus en was haar achternaam Munster.
- Opa gebruikt een spreuk om een lijkwagen in “The Munster Koach” te veranderen. In de serie kocht Lily de wagen als een cadeau voor Herman.
- Opa’s lab bevindt zich in de film onder de trap in plaats van onder een valluik in de woonkamer.

De film werd niet goed ontvangen door fans van de serie, ondanks de cameo’s van de originele acteurs. De film is nadat hij op tv te zien was niet uitgebracht op video of dvd.